# Булатово (Красноярский край)
Булатово — деревня в Боготольском районе Красноярского края России. Входит в состав Чайковского сельсовета. Находится примерно в 23 км к северо-северо-востоку (NNE) от районного центра, города Боготол, на высоте 242 метров над уровнем моря.

## Население
| 2010 |
| ---- |
| 223  |

Гендерный состав
По данным Всероссийской переписи населения 2010 года 113 мужчин и 110 женщин из 223 чел.

## Улицы
Уличная сеть деревни состоит из 3 улиц
Центральная улица;
Витебская улица;
Школьная улица. 